# Южненська міська територіальна громада
Южненська міська територіальна громада — територіальна громада в Україні, у Одеському районі Одеської області. Адміністративний центр — місто Південне. Не зважаючи на перейменування адміністративного центру, територіальна громада не була перейменована, оскільки наразі відсутні правові підстави і механізми для перейменування територіальних громад.
Утворена 12 червня 2020 року в результаті об'єднання Южненської міської ради та Новобілярської селищної, Сичавської сільської рад.

## Склад громади
У складі громади: місто Південне, селище Нові Білярі, та 5 сіл:
- Білярі
- Булдинка
- Григорівка
- Кошари
- Сичавка

Староста Новобілярського старостинського округу: Молотай Ірина Іванівна.
Староста Сичавського старостинського округу: Попоніна Валентина Дмитрівна.